# Orconectes virginiensis
Orconectes virginiensis är en kräftdjursart som beskrevs av Hobbs 1951. Orconectes virginiensis ingår i släktet Orconectes och familjen Cambaridae. IUCN kategoriserar arten globalt som otillräckligt studerad. Inga underarter finns listade i Catalogue of Life.